# Protarache eulepidea
Protarache eulepidea là một loài bướm đêm trong họ Noctuidae.